# Effie Kapsalis
Effie Kapsalis (21 de abril de 1971-11 de diciembre de 2022) fue una activista estadounidense por el acceso abierto, conocida por su trabajo relacionado con programas e iniciativas digitales, que incluyen los que realizó en el Instituto Smithsoniano.

## Biografía
Kapsalis nació el 21 de abril de 1971 en Chicago, Illinois. Se graduó de la Universidad de Indiana en Bloomington con una especialización en lengua y literatura francesas. Luego obtuvo una maestría de la Universidad de las Artes (Filadelfia) en diseño industrial y tecnología generalizada.

## Carrera
Como oficial sénior de programas digitales en el Smithsonian, Kapsalis dirigió el equipo responsable de hacer que 2,8 millones de imágenes bidimensionales y tridimensionales de alta resolución de las colecciones del instituto estuvieran disponibles abiertamente en línea en 2020. Trabajó para hacer que las colecciones de archivos del Instituto Smithsonian fueran más accesibles en línea y fue autora de una serie de blogs titulada Wonderful Women Wednesday. El trabajo de Kapsalis apareció en Open Minds... de Creative Commons en 2021.
En 2013, Kapsalis y Sara Snyder recibieron el Premio al Servicio Distinguido inaugural del Distrito de Columbia de Wikimedia por su trabajo dentro del Instituto Smithsonian alentando a las personas a aprender a editar Wikipedia.
En 2016, Kapsalis formó parte de un panel de South by Southwest (SXSW), Give It Away to Get Rich: Open Cultural Heritage, en el que presentó su informe de 2016 The Impact of Open Access on Galleries, Libraries, Museums, & Archive.  The Impact of Open Access ha sido citado por más de 40 publicaciones revisadas por pares desde entonces.
Kapsalis, que padecía depresión desde hacía mucho tiempo, se suicidó en su casa de Maryland, el 11 de diciembre de 2022, a la edad de 51 años.

## Publicaciones
- Kapsalis, Effie (2 de enero de 2019). «Wikidata: Recruiting the Crowd to Power Access to Digital Archives». Journal of Radio & Audio Media (en inglés) 26 (1): 134-142. ISSN 1937-6529. doi:10.1080/19376529.2019.1559520.
- Kapsalis, Effie (1 de junio de 2016). «Making History with Crowdsourcing». Collections: A Journal for Museum and Archives Professionals 12 (2): 187-197. doi:10.1177/155019061601200211.
- Kapsalis, Effie (27 de abril de 2016). «The Impact of Open Access on Galleries, Libraries, Museums, & Archives». Smithsonian Institution. Consultado el 15 de diciembre de 2022.